# 板垣贇夫
板垣 贇夫（いたがき よしお、1858年2月12日〈安政4年12月29日〉 - 1919年〈大正8年〉2月7日）は、三重県から移住して北海道各地を開拓した「三重団体」の団体長。南幌町の基礎を築いたひとりである。

## 経歴

### 生い立ち
1858年2月12日（安政4年12月29日）、津藩士・板垣魁蔵信固（のぶかた）の長男として江戸染井の藩邸に生まれた。諱は信義。
父・信固は家禄350石を給せられて江戸留守居役を勤め、関口流柔術や北辰一刀流剣術を修めた猛者であり、明治維新後も『伊勢新聞』などに試合の様子がしばしば取り上げられている。信固は1868年（明治元年1月）の戊辰戦争では、梶原左近景福の小軍監に任ぜられ、桑名城接収に活躍した。当時、去就を決めかねていた津藩は、同年1月3日に始まった鳥羽伏見の戦いの2日後にあたる、1月5日、勅使・四条隆平の参向によって勅書を下賜せられた。翌日、藩命を俟たず藤堂采女が決断を下して藩兵を率い、淀川の対岸に陣取る幕軍へ勇猛果敢に砲撃を開始。さらに徳山藩、岩国藩兵らと協力して川辺で幕軍と交戦し、激烈なる戦果を上げた。これによって信頼を得た津藩は、桑名藩討伐を命ぜられ、梶原左近を大将とする藩兵433人が1月28日、桑名藩領へ進軍。信固は小軍監として采配を奮った。贇夫が草分神社に奉納した経歴書によれば、当時11歳であった贇夫は、同年4月伊勢国安濃郡岩田村に移ったと記している。

### 明治維新後
同藩の士である山田松齊の塾に学び、その学才を師から認められ、1875年（明治8年）、師範学校予備門である開達学舎の教師として採用され、しばらくは教壇に立っていたが、ほどなくして辞職した。それから勧業局石薬師出張所紅茶製造伝習所に学び、1879年（明治12年）に卒業した後は、紅茶業の師として岐阜や東京を往来する日々を送る。

### 三重県岩田村での勧業
1882年（明治15年）、一念発起して農業に転向し、三重県一志郡の荒地8町歩の開墾に着手する。このころ板垣家が居を構える岩田村では、零細な小作農たちが貧困にあえいだり、また津城下という市街地に近いことから家業をおろそかにして遊興に走ったりと、社会的環境が悪化していた。1885年（明治18年）、村の勧業委員に推挙された板垣は、豊かな学識を活かして農民の福利を増進するために尽力した。
1886年（明治19年）、塵芥掃除組合を設立し、市街地から出るごみを無償でもらい受けて堆肥を作ると同時に、市の火災消防を引き受けた。
1890年（明治23年）、岩田農業組合を組織し、その組合長となる。また同年3月には自宅に勤勉夜業場を設け、夜になると組合員を集めて藁細工を奨励し、生活改善を促した。さらに夜業場での作業のかたわら、青年には読書・算術・歴史・修身などを教え、気風の刷新を図った。
しかし板垣がどれほど努力しても、村の土地が狭小であるという現実は動かしようがなく、産業の進展にはおのずから限界があった。

### 北海道開拓

#### 南幌町三重・岩見沢市御茶の水町
農民たちの活路を探し求める中で北海道の開拓に関心を抱いた板垣は、三重県庁に事業の見通しについての調査を依頼するとともに、自らも内務省に赴いて情報を集め、将来有望であると結論づけた。夜学の際に北海道開拓の展望を語る板垣に対し、当初は反対意見も出たものの、彼の熱意に動かされて次第に賛同者が増えていった。
1893年（明治26年）1月、組合員30戸をもって移住団体が結成され、三重県庁の認可を受ける。3月、板垣団体長は5名の先発人を率いて四日市港で船に乗り、そのついでに日本郵船へと立ち寄って、3か年間組合移住者に限り船賃を割り引くという特約を結ぶ。特に支障なく小樽に上陸し、札幌に着くとすぐに北海道庁へ出頭して、役人の案内で幌向原野を視察する。比較的高燥なお茶の水に30戸分45万坪の貸下予定地存置の許可を得られたので、先発人は直ちに共同居小屋を作り、4月7日から開墾に着手した。
同1893年7月、パンケソウカに22戸分、お茶の水に19戸分の、合計41戸分61万5000坪の貸下予定地の許可を得て、板垣はいったん帰郷した。すると開拓計画の評判は岩田村の域を越えて三重県下に広まっており、移住希望者は元の30戸から100戸まで増えていた。8月、第2次先発人4名を伴って、板垣は再び北海道に渡る。つまり先発人は合計9名となったが、そのうち1名は病気のため直ちに帰郷した。9月から11月にかけて、先発人1名をお茶の水に残して、7名はパンケソウカへと移り、各自に配分された土地に単独居小屋を建てて後続の家族を待った。
同1893年12月、増員分の貸下予定地を追加出願し、翌1894年（明治27年）2月9日、パンケソウカに50戸分、お茶の水に20戸分の、合計105万坪の仮渡し許可を得た。3月になって先発人たちの家族と、新規入植者40戸が北海道に到着したので、30戸をパンケソウカに、10戸をお茶の水に割り当てた。この三重団体が貸下を受けた土地を殖民地区画で示すと、東は零号、西は西10号まで、北は南10線、南は南13線までとなる。
同1894年9月10日、三重県からの10戸の移住者が、パンケソウカに入る。秋になって徳島県・山形県・富山県からの移住希望者10戸が、適当な土地を得られずに困り果て、三重団体への加入を願い出てきた。本来ならば、三重団体への加入は三重県人に限られるが、脱落者を補充するために例外が認められた。
板垣は神仏への信仰心が篤く、また移住民には心の安心感を得させることが大切と考えていたため、移住団体規約には神社仏閣を建立する旨が盛り込まれていた。同1894年9月15日、南12線西4番地に伊勢神宮の遥拝所が設置される。また12月には、南11線西7番地に曹洞宗仮説教所の草庵を建て、尼僧の旭地了寛を主任とした。
1895年（明治28年）1月、板垣の自宅を局舎とする幌向郵便局が開設。3月、三重県からの40戸余りに続き、先行入植者を訪ねて移住してくる者が15戸加わり、パンケソウカは77戸、お茶の水は25戸の開拓部落ができあがった。

#### 赤平市平岸
幌向原野への団体移住に成功した板垣は、第2次として空知川沿いへの入植を計画し、広く三重県下に呼びかけた。第2次の団体には三重県北部のほか、隣の愛知県からの参加者も含まれていた。
四日市港から蒸気船で出発した移住者たちは、横浜、青森を経て小樽に上陸し、旅館「越中屋」で一泊したのち、1895年（明治28年）3月12日、幌向に着いた。そこで雪解けを待ちつつ、三重団体の先輩たちから開拓体験談を聞き、4月2日に幌向を出発して、歌志内駅前の「石川旅館」で一泊。翌4月3日は徒歩で2時間以上かけて空知川沿岸に出て、丸木舟で「百戸」と呼ばれる集落に向かうと、各農家に分宿した。そして4月4日、丸木舟で目的地である空知川左岸のピラクシにたどり着いた。
赤平市域の空知川左岸は、2つの農場と2つの団体によって開拓が進められたと言われており、三重団体はその一角を占める。

#### 苫前町九重
1896年（明治29年）4月2日、35ないし36戸、84名で構成された新たな三重団体が、四日市港を「越後丸」で出発した。横浜港で「栄城丸」に乗り換えた後、萩の浜、函館を経て、4月7日に小樽港へ上陸。当初の目的地は富良野原野であったが、当時は鉄道が滝川までしか開通しておらず、交通が不便なため、入植地を古丹別原野に変更した。
板垣が北海道庁に赴いて入植先変更の許可を得た後、4月9日に小樽港を出発したが、大時化に見舞われたため引き返し、翌4月10日朝に再出発して夕方には苫前港に着き、「秋山旅館」に宿泊した。4月11日は苫前で荷物の整理をし、12日は休み、13日に入植地の調査を行った。その結果、前途に不安を覚えて脱落する者も出たが、総代の稲垣吾一郎を中心として団体を4組に分け、それぞれ共同小屋を建てて開墾に着手。6月上旬に至ってから各自の貸付地内の小屋に移った。
三重団体の計画では総勢50戸の移住となるはずだったが、実際には翌1897年（明治30年）にもう3戸が加わるに留まった。しかしその後に他県からの入植もあって、1906年（明治39年）には44戸まで発展を遂げている。
彼らの入植地を殖民地区画で示すと、9線の南3号から南11号までで、苫前村の行政区では第九区に属し、この「九」と三重の「重」を組み合わせて「九重」という地名がつけられた。

#### 上富良野町
1896年（明治29年）7月27日、三重県安濃郡安東村字納所の田中常次郎は、北海道開拓の志を抱いて故郷を発った。三重団体を訪問した田中は、2戸分の土地をもらう約束を板垣と交わし、家族の待つ村へと帰った。ところが、この十数日の短い旅の話が予想外に広まって、田中のもとには移住希望者が殺到し、総勢38戸にまで膨れ上がった。
同1896年9月、田中は再び北海道に渡って板垣に相談したが、幌向原野にはすでに38戸もの集団を受け入れる余地はなくなっていた。そこで板垣は、代わりの入植先として富良野原野を推薦。田中は富良野に80戸分の土地の貸下げ許可を得て、故郷の村に戻った。しかしまたしても後から移住希望者が押し寄せたせいで、余裕をもって申請したはずの80戸分の土地では足りなくなり、同年の暮れに田中は3度目の渡道をして、貸下げを150戸分まで増やす手続を取った。
翌1897年（明治30年）3月18日、田中を副団体長とした三重団体は四日市港からの出発を企図したが、諸事情で全員一度に船出することが叶わなくなり、第1陣としてまず30名が「敦賀丸」に乗船した。一行は横浜で「仁川丸」に乗り換えると、小樽に上陸し、炭砿鉄道に乗って歌志内駅で下車した。それから徒歩で、同郷の先輩にあたる平岸の三重団体を訪ね、ひとまず腰を下ろした。
田中と7名の仲間は平岸に家族を残して、空知川伝いに貸下げされた土地の視察に向かい、同1897年4月12日に現地入りを果たした。。上富良野町は、この日をもって開拓記念日としている。

#### 芦別市西芦別町
空知川沿岸の殖民地区画外の土地は、そのほとんどが御料地であり、入植者を迎えるにあたっては、それぞれの御料地が区画設定を行った。
1900年（明治33年）、下芦別御料地の炭山川以北の貸下げが計画され、区画割が実施された。しかし大半は平岸の三重団体がすでに貸下げを受けていた土地だったので、新規の移住希望者はその権利を譲り受ける形で入植したという。

### 後半生
前半生に華々しく活躍した板垣であったが、後半生は持病の喘息に悩まされたこともあってか、表舞台を退いてひっそりと暮らしていた。しかし板垣自身は仏法に帰依していたため、財産にも名誉にもこだわることがなく、たまに訪れる村人と将来を語りながら、悠々自適に過ごしていたという。
1918年（大正7年）8月の開道五十年祭にて、本道拓殖功労者130名のひとりとして選彰される。
1919年（大正8年）2月7日、芦別町野花南で暮らす次男の森川殖のもとにて、64歳で没した。

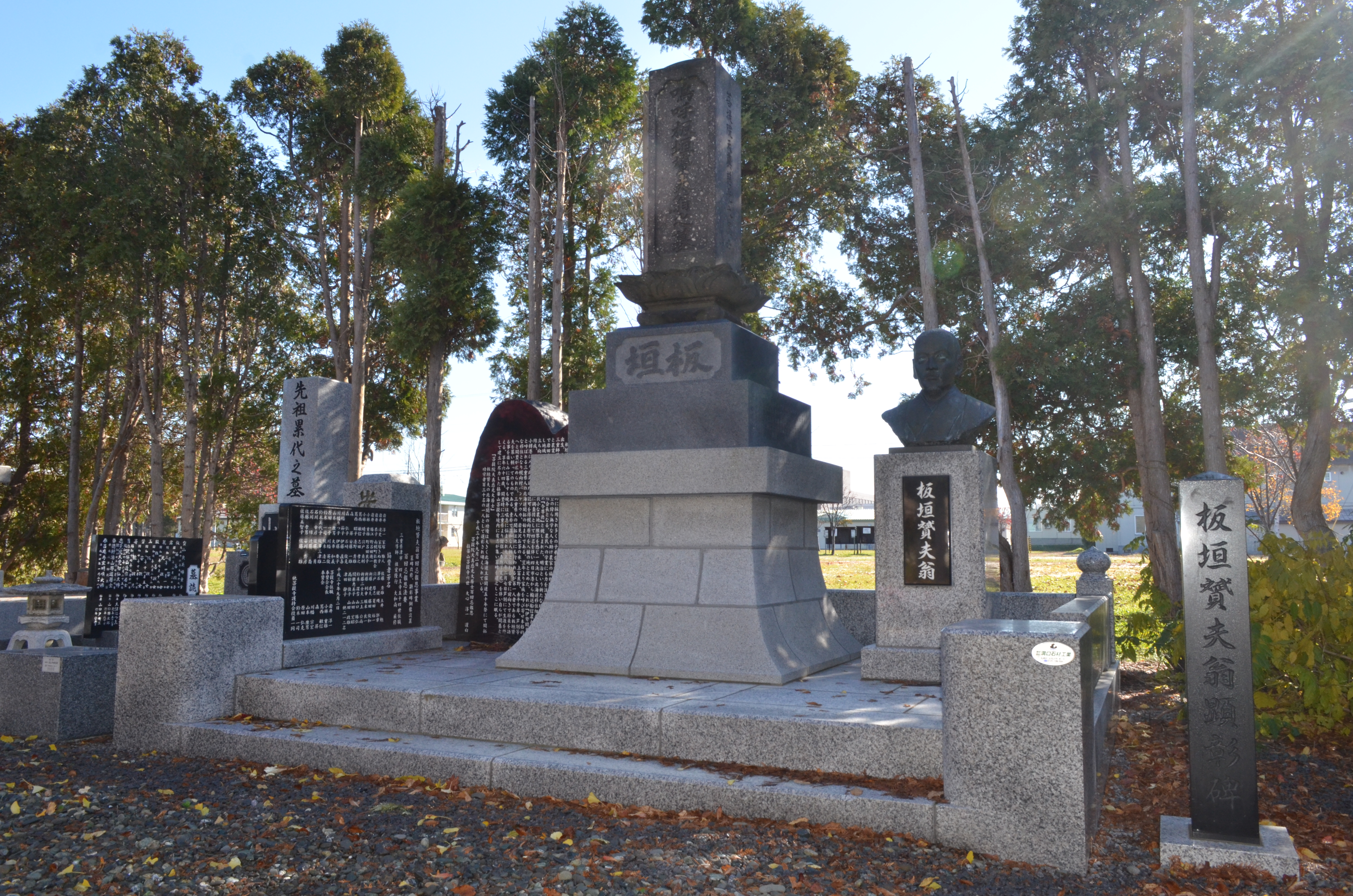
南幌町菩提寺境内にある板垣贇夫の墓と顕彰碑